# Mari Eder
Pour les articles homonymes, voir Laukkanen et Eder.
Mari Eder-Laukkanen, née le 9 novembre 1987 à Eno, est une biathlète et fondeuse finlandaise. Elle est deux fois victorieuse sur le site de Holmenkollen en 2017 dans la Coupe du monde de biathlon.

## Biographie
Mari Eder prend part à ses premières courses internationales de ski de fond durant la saison 2005-2006. Elle court sa première manche de Coupe du monde de ski de fond en mars 2008 à Lahti, passant les qualifications du sprint (23e). Elle s'illustre tôt en biathlon aussi, devenant championne d'Europe junior de la poursuite en 2006. En 2007, elle est sélectionnée pour ses premiers championnats du monde sénior à Antholz-Anterselva, où elle se classe notamment 43e du sprint, alors qu'elle n'avait encore jamais disputé de course en Coupe du monde. Elle marque ses premiers points en Coupe du monde à la fin de la saison suivante en mars 2008 à Oslo.
Aux Jeux olympiques d'hiver de 2010, elle se classe 67e du sprint et 42e de l'individuel en biathlon.
Lors de la saison 2012-2013, elle rentre pour la première fois dans les dix premières en Coupe du monde avec la dixième place lors de l'épreuve de sprint de Ruhpolding. En parallèle, elle court un sprint en Coupe du monde de ski de fond à Sotchi, dont elle atteint la finale pour prendre le cinquième rang. À Sotchi, elle prend part au sprint de ski de fond aux Jeux olympiques de 2014, qu'elle finit quinzième.
Le 13 mars 2014, la Finlandaise atteint pour la première fois le podium en Coupe du monde à l'occasion du sprint de Kontiolahti remporté par sa compatriote Kaisa Mäkäräinen. Initialement troisième de cette course elle récupère ultérieurement la seconde place à la suite de la disqualification pour dopage de la Russe Zaïtseva.
Aux Championnats du monde 2017, elle se classe quatrième de l'individuel, ce qui reste son meilleur résultat en grand championnat. 
Le 17 mars 2017, Mari Laukkanen remporte sa première victoire en Coupe du monde à l'occasion du sprint d'Holmenkollen et réitère cette performance le lendemain lors de la poursuite.
Elle prend part à ses troisièmes jeux olympiques en 2018 à Pyeongchang, pour se placer 64e du sprint, 42e de l'individuel et quinzième du relais. En ski de fond, elle atteint la finale du sprint par équipes, pour prendre la cinquième place avec Krista Parmakoski.
En juillet 2018, elle épouse l'ex-biathlète autrichien Benjamin Eder (de) ; depuis cette date, sa fiche IBU porte le patronyme Eder-Laukannen.
En 2020, elle est proche d'un nouveau podium en coupe du monde à Nove Mesto, se classant quatrième du sprint.
La saison 2022-2023 est la dernière de sa carrière, et aussi celle où elle obtient son meilleur classement général final en Coupe du monde (vingt-deuxième, avec comme meilleure résultat de l'hiver une cinquième place en décembre au Grand-Bornand sur le sprint).

## Palmarès en biathlon

### Jeux olympiques
| Épreuve / Édition                | Individuel | Sprint | Poursuite | Départ en masse | Relais | Relais mixte                     |
| Jeux olympiques 2010 Vancouver   | 42e        | 67e    | —         | —               | —      | Épreuve inexistante à cette date |
| Jeux olympiques 2014 Sotchi      | DNS        | 35e    | DNS       | —               | —      | —                                |
| Jeux olympiques 2018 Pyeongchang | 42e        | 64e    | —         | —               | 15e    | —                                |
| Jeux olympiques 2022 Pékin       | 32e        | 28e    | 30e       | —               | 16e    | 11e                              |

Légende :
- : épreuve non-olympique
- — : Non disputée
- DNS : n'a pas pris le départ

Note : lors des Jeux de Sotchi et de Pyeongchang, elle participe également aux compétitions de ski de fond (voir paragraphe concernant cette discipline).

### Championnats du monde
| Mondiaux \ Épreuve      | Individuel                   | Sprint                       | Poursuite                    | Départ en masse              | Relais                       | Relais mixte | Relais mixte simple              |
| 2007 Antholz            | —                            | 43e                          | LAP                          | —                            | 12e                          | 16e          | Épreuve inexistante à cette date |
| 2008 Östersund          | 47e                          | 34e                          | 33e                          | —                            | 15e                          | 10e          | Épreuve inexistante à cette date |
| 2009 Pyeongchang        | —                            | 55e                          | 47e                          | —                            | 15e                          | 6e           | Épreuve inexistante à cette date |
| 2010 Khanty-Mansiïsk    | Jeux olympiques de Vancouver | Jeux olympiques de Vancouver | Jeux olympiques de Vancouver | Jeux olympiques de Vancouver | Jeux olympiques de Vancouver | 17e          | Épreuve inexistante à cette date |
| 2011 Khanty-Mansiïsk    | 40e                          | 28e                          | LAP                          | —                            | 10e                          | 9e           | Épreuve inexistante à cette date |
| 2012 Ruhpolding         | 60e                          | 15e                          | 25e                          | 27e                          | 18e                          | 16e          | Épreuve inexistante à cette date |
| 2013 Nove Mesto         | 63e                          | 60e                          | 46e                          | —                            | 21e                          | 18e          | Épreuve inexistante à cette date |
| 2015 Kontiolahti        | 65e                          | 16e                          | 29e                          | —                            | 16e                          | 9e           | Épreuve inexistante à cette date |
| 2016 Holmenkollen       | —                            | 52e                          | 45e                          | —                            | —                            | 18e          | Épreuve inexistante à cette date |
| 2017 Hochfilzen         | 4e                           | 57e                          | DNS                          | —                            | 15e                          | 10e          | Épreuve inexistante à cette date |
| 2020 Antholz-Anterselva | 67e                          | 68e                          | —                            | —                            | 11e                          | 9e           | 23e                              |
| 2021 Pokljuka           | 44e                          | 56e                          | 31e                          | —                            | 14e                          | 13e          | 25e                              |
| 2023 Oberhof            | 62e                          | 69e                          | —                            | —                            | 13e                          | 11e          | —                                |

Légende :
- — : non disputée par Laukkanen
- LAP : arrêtée en course à cause d'un tour de retard
- DNS : n'a pas pris le départ

### Coupe du monde
- Meilleur classement général : 22e en 2023.
- 3 podiums individuels : 2 victoires et 1 deuxième place.

#### Victoires individuelles
| Édition / Épreuve | Sprint       | Poursuite    | Individuel | Mass start | Total |
| 2016-2017         | Holmenkollen | Holmenkollen |            |            | 2     |
| Total             | 1            | 1            | 0          | 0          | 2     |

#### Classements en coupe du monde
| Saison    | Classement général final | Individuel | Sprint | Poursuite | Mass Start |
| 2006-2007 | nc                       |            | nc     | nc        |            |
| 2007-2008 | 73e                      | nc         | 61e    | nc        |            |
| 2008-2009 | nc                       | nc         | nc     | nc        |            |
| 2009-2010 | 83e                      | nc         | 78e    | 68e       |            |
| 2010-2011 | 56e                      | 69e        | 55e    | 49e       |            |
| 2011-2012 | 35e                      | nc         | 31e    | 32e       | 35e        |
| 2012-2013 | 57e                      | nc         | 47e    | nc        | 39e        |
| 2013-2014 | 42e                      | nc         | 18e    | 61e       |            |
| 2014-2015 | 34e                      | nc         | 15e    | 53e       | 41e        |
| 2015-2016 | 62e                      | nc         | 56e    | 58e       | 41e        |
| 2016-2017 | 26e                      | 9e         | 30e    | 27e       | 24e        |
| 2017-2018 | 37e                      | 31e        | 35e    | 40e       | 44e        |
| 2019-2020 | 30e                      | 38e        | 28e    | 56e       | 21e        |
| 2020-2021 | 54e                      | 56e        | 52e    | 48e       |            |
| 2021-2022 | 27e                      | 15e        | 26e    | 48e       | 25e        |
| 2022-2023 | 22e                      | 38e        | 17e    | 23e       | 27e        |

### Championnats du monde de biathlon d'été
- Médaille d'or en relais mixte en 2016 à Otepää.

### Championnats d'Europe junior
- Médaille d'or de la poursuite en 2006.

## Palmarès en ski de fond

### Jeux olympiques
| Épreuve / Édition   | Sprint                           | Sprint                           | 10 km                            | 10 km                            | Skiathlon 2 × 7,5 km | 30 km | Relais | Relais   |
| Épreuve / Édition   | libre                            | classique                        | libre                            | classique                        | Skiathlon 2 × 7,5 km | 30 km | Sprint | 4 × 5 km |
| JO 2014 Sotchi      | 15e                              | Épreuve inexistante à cette date | Épreuve inexistante à cette date | —                                | —                    | —     | —      | —        |
| JO 2018 Pyeongchang | Épreuve inexistante à cette date | —                                | —                                | Épreuve inexistante à cette date | —                    |       | 5e     | —        |

Légende : :
- — : pas de participation à l'épreuve.
- : épreuve non disputée sous ce format.

### Championnats du monde
| Mondiaux \ Épreuve | Sprint | Sprint                           | 10 km                            | 10 km     | Skiathlon 2 × 7.5 km | 30 km libre | Relais | Relais   |
| Mondiaux \ Épreuve | libre  | classique                        | libre                            | classique | Skiathlon 2 × 7.5 km | 30 km libre | Sprint | 4 × 5 km |
| 2017 Lahti         | 8e     | Épreuve inexistante à cette date | Épreuve inexistante à cette date | —         | —                    | —           | —      | —        |

Légende :
- : épreuve non disputée sous ce format
- — : Non disputée par Laukkanen

### Coupe du monde
- Meilleur classement général : 70e en 2013.
- Meilleur résultat individuel : 5e.

#### Classements en Coupe du monde
| Année/Classement | Année/Classement | Général | Général | Sprint | Sprint |
| ---------------- | ---------------- | ------- | ------- | ------ | ------ |
| Année/Classement | Année/Classement | Class.  | Points  | Class. | Points |
| 2008             | 2008             | 86e     | 8       | 66e    | 8      |
| 2009             | 2009             | 109e    | 7       | 72e    | 7      |
| 2011             | 2011             | 104e    | 8       | 73e    | 8      |
| 2013             | 2013             | 70e     | 45      | 41e    | 45     |
| 2014             | 2014             | 81e     | 36      | 52e    | 36     |
| 2017             | 2017             | 86e     | 22      | 52e    | 22     |
| 2018             | 2018             | 76e     | 34      | 47e    | 34     |

### Championnats du monde des moins de 23 ans
- Médaille de bronze du sprint libre en 2008 à Malles Venosta.
- Médaille d'argent du sprint classique en 2009 à Praz de Lys.
- Médaille d'or du sprint libre en 2010 à Hinterzarten.